# 591 Irmgard
591 Irmgard је астероид главног астероидног појаса са пречником од приближно 51,86 .
Афел астероида је на удаљености од 3,232 астрономских јединица (АЈ) од Сунца, а перихел на 2,124 АЈ.
Ексцентрицитет орбите износи 0,206, инклинација (нагиб) орбите у односу на раван еклиптике 12,488 степени, а орбитални период износи 1601,564 дана (4,384 године).
Апсолутна магнитуда астероида је 10,64 а геометријски албедо 0,036.
Астероид је откривен 14. марта 1906. године.